# 人的資源生産性本部
非営利機関人的資源生産性本部（じんてきしげんせいさんせいほんぶ、Human Resource Productivity Center）は日本のシンクタンク。経営戦略を実現する為に四大経営資源「ヒト」「モノ」「カネ」「情報」の中の「ヒト」資源を最大限に活用した人材戦略を企画運用することで組織を活性化させることを目的とする専門家集団。従業員一人ひとりが企業を通して社会に価値提供をし、それが個々にとっての豊かな自己実現につながるような働き方を社会に広め、仕事そのものが幸せに感じられる社会の創出を目指して活動している。

## 目的
人的資源分野に於ける平和的且つ産業に資する活動を行うことで、我が国産業を推進し公共の利益に資する。

## 役員
- 名誉総裁 嵯峨一子
- 代表理事 白河久彦
- 共同代表理事 四條隆正
- 専任理事 東山公孝
- 常任理事 吉川将司
- 常任理事 桂川裕佳
- 常任理事 青山秀和
- 常任理事 松岡誠

## 事業
人的資源分野に於ける調査研究、情報の収集提供、普及啓発、研究会やセミナーなどの企画運営。